# Sœurs missionnaires de la Sainte-Famille
Les Sœurs missionnaires de la Sainte-Famille (en latin : Congregationis Sororum Missionalium a Sacra Familia) sont une congrégation religieuse féminine œcuménique et missionnaire de droit pontifical.

## Historique
La congrégation est fondée en 1905 à Mohylew (aujourd'hui Mahiliow en Biélorussie) par Bolesława Lament (1862-1946) dans le but de promouvoir la rencontre de l'œcuménisme des chrétiens des Églises orientales avec l'Église catholique. Elle est érigée en institut de droit diocésain par décret du 25 juin 1924 de l'archevêque de Mahilëŭ, Eduard von der Ropp.
À partir de 1922, les sœurs se répandent principalement dans l'est de la Pologne (principalement orthodoxes) où elles ouvrent des jardins d'enfants, des orphelinats, des dortoirs et des écoles de couture. Après la Seconde Guerre mondiale, la maison générale de la congrégation est déplacée dans le centre de la Pologne, où les sœurs sont principalement employées comme infirmières dans les hôpitaux.
L'institut reçoit le décret de louange le 7 juillet 1967. 

## Activités et diffusion
Le but principal de la congrégation est de travailler auprès des chrétiens, en rupture avec l'Église catholique romaine, spécialement dans l'Europe orientale, et de raffermir et consolider la foi des catholiques qui vivent en contact avec les orthodoxes. Elles ont également des missions en Afrique.
Elles sont présentes en: 
- Europe : Biélorussie, Russie, Lituanie, Pologne, Italie.
- Amérique : États-Unis.
- Afrique : Kenya, Tanzanie, Zambie.

La maison-mère est à Varsovie. 
En 2017, la congrégation comptait 305 sœurs dans 49 maisons.